# Edgar Stehli
Edgar Stehli est un acteur américain d'origine Suisse canton de Zürich, né le 12 juillet 1884 à Caluire-et-Cuire (Rhône, France), mort le 25 juillet 1973 à Upper Montclair (en) (New Jersey, États-Unis).

## Biographie
Installé aux États-Unis, Edgar Stehli est très actif au théâtre et se produit notamment à Broadway (New York) de 1916 à 1966, dans quarante-huit pièces, deux opérettes et une revue. Mentionnons la pièce Arsenic et vieilles dentelles de Joseph Kesselring, créée à Broadway en 1941, représentée 1 444 fois jusqu'en 1944, où il tient le rôle du docteur Einstein (repris par Peter Lorre dans l'adaptation au cinéma de 1944).
Venu au cinéma sur le tard, il n'apparaît que dans seize films américains, entre 1947 (à 63 ans) et 1970, dont le western Une balle signée X en 1959, aux côtés d'Audie Murphy.

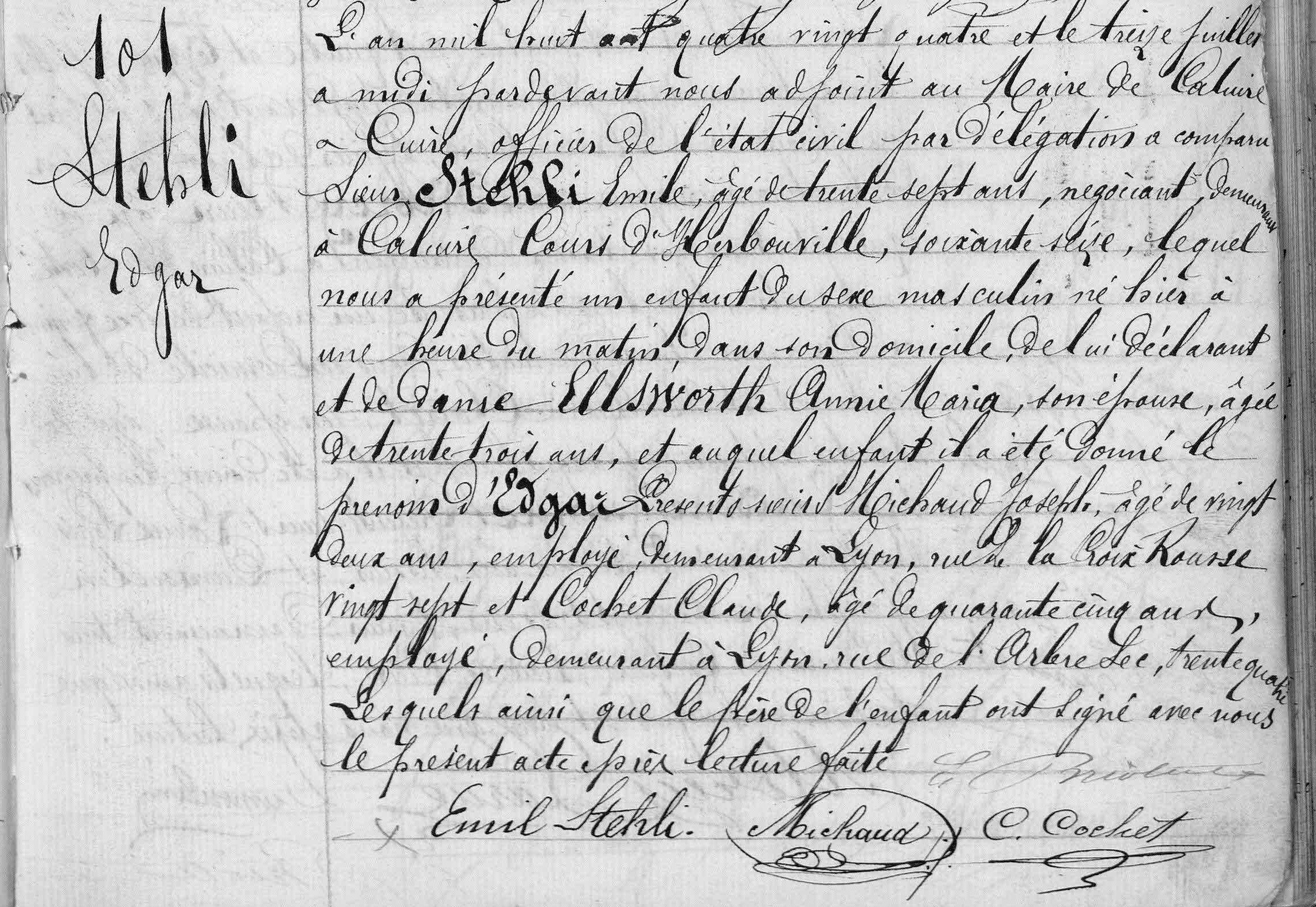
Acte de naissance

À la télévision, Edgar Stehli contribue à soixante-deux séries, de 1949 à 1968, et à un téléfilm diffusé en 1959.

## Théâtre (à Broadway)

### Pièces, sauf mention contraire
- 1916 : Six who pass while the Lentils boil de Stuart Walker
- 1918 : Jonathan makes a Wish de Stuart Walker
- 1919 : A Night in Avignon de Cale Young Rice
- 1920 : The Treasure de David Pinski, avec Erskine Sanford, Henry Travers
- 1921 : John Hawthorne de David Liebovits
- 1921 : Liliom de Ferenc Molnár, avec Erskine Sanford, Joseph Schildkraut, Henry Travers, Helen Westley
- 1922 : HE whot gets slapped de Leonid Andreïev, adaptée par Gregory Zilboorg, avec Richard Bennett, Ernest Cossart, Margalo Gillmore, Henry Travers, Helen Westley (adaptée au cinéma en 1924)
- 1922 : From Morn to Midnight de Georg Kaiser, adaptation d'Ashley Dukes, avec Ernest Cossart, Henry Travers, Helen Westley
- 1922-1923 : Hamlet de William Shakespeare, musique de scène de Robert Russell Bennett, avec John Barrymore, Blanche Yurka
- 1923 : Launzi de Ferenc Molnár, adaptation d'Edna St. Vincent Millay
- 1924 : The Crime in the Whistler Room d'Edmund Wilson, avec Walter Abel
- 1924-1925 : S.S. Glencairn d'Eugene O'Neill, avec Walter Abel, Walter Kingsford
- 1924-1925 : Patience, opérette, musique d'Arthur Sullivan, livret de William S. Gilbert
- 1925 : Michel Auclair de Charles Vildrac, avec Walter Abel
- 1925 : Amour pour amour (Love for Love) de William Congreve, avec Walter Abel (puis Henry O'Neill)
- 1925 : La Dernière Nuit de Don Juan (Last Night of Don Juan) d'Edmond Rostand, adaptation de Sidney Howard, avec Violet Kemble-Cooper, Stanley Logan, Henry O'Neill
- 1925-1926 : La Fontaine (The Fountain) d'Eugene O'Neill, avec Walter Huston, Henry O'Neill
- 1926 : You can't win de Ralph Cullinan, avec Henry O'Neill
- 1926 : East Lynne, adaptation du roman éponyme d'Henry Wood (adaptée au cinéma en 1931)
- 1926-1928 : The Ladder de J. Frank Davis, avec Leonard Carey
- 1929 : Mystery Square d'Hugh A. Anderson, George Bamman et Constance Collier, d'après les nouvelles Le Club du suicide (Suicide Club) et Le Diamant du rajah (The Rajah Diamond) de Robert Louis Stevenson, avec Gavin Muir
- 1929 : The Channel Road d'Alexander Woolcott et George S. Kaufman, avec Edmund Lowe
- 1930 : Les Bas-fonds (At the Bottom) de Maxime Gorki, adaptation de William L. Laurence, avec Walter Abel, Richard Hale, Victor Kilian, Ian Wolfe
- 1930 : Ada beats the Drum de John Kirkpatrick, avec George Barbier, Mary Boland
- 1930 : Garrick Gaieties, revue, avec Rosalind Russell
- 1931 : The Venetian Glass Nephew, opérette, musique et lyrics d'Eugene Bonner, livret de Ruth Hale
- 1931 : Les Soutiens de la société (Pillars of the Society) d'Henrik Ibsen, avec Romney Brent, Dorothy Gish
- 1931 : Steel de (et mise en scène par) John Wexley, avec Barton MacLane
- 1931-1932 : Papavert de Charles K. Gordon
- 1933 : Birthright de Richard Maibaum, mise en scène de Robert Rossen, avec Don Beddoe, Montagu Love
- 1934 : House of Remsen de Nicholas Soussanin, William J. Perlman et Marie Baumer, avec Albert Dekker
- 1936 : Daughters of Atreus de Robert Turney, avec Hal Conklin, Edmond O'Brien, Maria Ouspenskaya, Cornel Wilde
- 1937 : Blow Ye Winds de Valentine Davies, avec Edgar Barrier, Henry Fonda
- 1937 : Something for Nothing d'Harry J. Essex et Sid Schwartz, avec Millard Mitchell
- 1938 : The Greatest Show on Earth de Vincent Duffey et Irene Alexander, avec John Alexander
- 1938 : Eye on the Sparrow de Maxwell Selser, avec Montgomery Clift, Barry Sullivan
- 1939 : Brown Danube de Burnet Hershey, avec Dean Jagger, Jessie Royce Landis
- 1940 : A Passage to Bali d'Ellis St. Joseph, mise en scène par John Huston, avec Walter Huston
- 1940 : Amour pour amour (Love for Love) de William Congreve, avec Romney Brent, Leo G. Carroll, Thomas Chalmers, Dorothy Gish, Walter Hampden
- 1941-1944 : Arsenic et vieilles dentelles (Arsenic and Old Lace) de Joseph Kesselring, mise en scène par Bretaigne Windust, produite par Howard Lindsay et Russel Crouse, avec Jean Adair, Josephine Hull, John Alexander, Allyn Joslyn, Boris Karloff
- 1944 : The Duke in Darkness de Patrick Hamilton, avec Raymond Burr, Philip Merivale
- 1948 : Bravo ! d'Edna Ferber et George S. Kaufman, mise en scène par George S. Kaufman, avec Oscar Homolka
- 1950-1951 : The Happy Time de Samuel Taylor, produite par Richard Rodgers et Oscar Hammerstein II, avec Claude Dauphin, Eva Gabor, Kurt Kasznar
- 1953 : Mid-Summer ou Ungilded Lily de Viña Delmar, avec Geraldine Page, Mark Stevens
- 1955 : The Wooden Dish d'Edmund Morris, avec (et mise en scène par) Louis Calhern
- 1957 : The Sin of Pat Muldoon de John McLiam, avec Elaine Stritch
- 1960 : Semi-Detached de Patricia Joudry, mise en scène par Charles S. Dubin, avec Ed Begley
- 1965-1966 : The Devils de John Whiting, d'après l'essai Les Diables de Loudun (The Devils of Loudun) d'Aldous Huxley, mise en scène par Michael Cacoyannis, avec Anne Bancroft, Jason Robards, Albert Dekker
- 1966 : Those that play the Clowns de Michael Stewart, avec Alfred Drake, Eduard Franz, Joan Greenwood

## Filmographie

### Cinéma (intégrale)
- 1947 : Boomerang ! d'Elia Kazan
- 1954 : La Tour des ambitieux (Executive Suite) de Robert Wise
- 1954 : L'Aigle solitaire (Drum Beat) de Delmer Daves
- 1955 : La Toile d'araignée (The Cobweb) de Vincente Minnelli
- 1958 : Les Frères Karamazov (The Brothers Karamazov) de Richard Brooks
- 1959 : Une balle signée X (No Name on the Bullet) de Jack Arnold
- 1959 : Le Monstre aux abois (4D Man) d'Irvin S. Yeaworth Jr. (en)
- 1960 : Cet homme est un requin (Cash McCall) de Joseph Pevney
- 1961 : Atlantis, terre engloutie (Atlantis, the Lost Continent) de George Pal
- 1961 : La Soif de la jeunesse (Parrish) de Delmer Daves
- 1961 : Milliardaire pour un jour (Pocketful of Miracles) de Frank Capra
- 1962 : L'Homme de Bornéo (The Spiral Road) de Robert Mulligan
- 1963 : Le Motel du crime (Twilight of Honor) de Boris Sagal
- 1966 : L'Opération diabolique (Seconds) de John Frankenheimer
- 1967 : The Tiger Makes Out d'Arthur Hiller
- 1970 : Loving d'Irvin Kershner

### Télévision
(sélection de séries)
- 1951-1952 : Tales of Tomorrow, Saison 1, épisode 9 The Crystal Egg (1951) de Charles S. Dubin, épisode 14 The Invader (1951) de Don Medford et épisode 19 What you need ? (1952) de Charles S. Dubin
- 1956 : Le Choix de... (Screen Directors Playhouse), épisode 32 Apples on the Lilac Tree de John Rich
- 1957 : Gunsmoke ou Police des plaines (Gunsmoke ou Marshal Dillon), Saison 2, épisode 15 Pucket's New Year d'Andrew V. McLaglen
- 1958 : Alfred Hitchcock présente (Alfred Hitchcock presents), Saison 3, épisode 32 Listen, Listen…! de Don Taylor
- 1958 : Première série Perry Mason, Saison 1, épisode 39 The Case of the Rolling Bones
- 1959 : Première série Mike Hammer, Saison 2, épisode 20 The Commodore de Sidney Salkow
- 1960 : Peter Gunn, Saison 2, épisode 17 The Grudge de Lamont Johnson
- 1960 : La Quatrième Dimension (The Twilight Zone), Saison 1, épisode 24 Longue vie, Walter Jameson (Long Live Walter Jameson)
- 1960 : Première série Les Incorruptibles (The Untouchables), Saison 2, épisode 4 L'Histoire de Waxey Gordon (The Waxey Gordon Story)
- 1961 : Denis la petite peste (Dennis the Menace), Saison 3, épisode 3 Keep off the Grass de Charles Barton
- 1962 : Les Accusés (The Defenders), Saison 1, épisode 25 The Iron Man de Buzz Kulik
- 1964 : Adèle (Hazel), Saison 3, épisodes 18 et 19 Scheherazade and her Frying Pan, Parts I & II de William D. Russell
- 1964 : Le Jeune Docteur Kildare (Dr. Kildare), Saison 4, épisode 4 The Last Leaves on the Tree
- 1967 : Les Espions (I Spy), Saison 3, épisode 6 Les Honorables Assassins (The Honorable Assassins) de Christian Nyby
- 1968 : Des agents très spéciaux (The Man from U.N.C.L.E.), Saison 4, épisode 15 Les Maîtres du monde, 1re partie (The Seven Wonders of the World Affair, Part I)